# Trochalus parvus
Trochalus parvus är en skalbaggsart som beskrevs av Moser 1917. Trochalus parvus ingår i släktet Trochalus och familjen Melolonthidae. Inga underarter finns listade i Catalogue of Life.